# Gray (Iowa)
Gray es una ciudad ubicada en el condado de Audubon en el estado estadounidense de Iowa. En el Censo de 2010 tenía una población de 63 habitantes y una densidad poblacional de 24,42 personas por km².

## Geografía
Gray se encuentra ubicada en las coordenadas 41°50′31″N 94°59′9″O / 41.84194, -94.98583. Según la Oficina del Censo de los Estados Unidos, Gray tiene una superficie total de 2.58 km², de la cual 2.58 km² corresponden a tierra firme y (0%) 0 km² es agua.

## Demografía
Según el censo de 2010, había 63 personas residiendo en Gray. La densidad de población era de 24,42 hab./km². De los 63 habitantes, Gray estaba compuesto por el 98.41% blancos, el 0% eran afroamericanos, el 0% eran amerindios, el 0% eran asiáticos, el 0% eran isleños del Pacífico, el 0% eran de otras razas y el 1.59% pertenecían a dos o más razas. Del total de la población el 0% eran hispanos o latinos de cualquier raza.